# Old Royal Naval College
O Old Royal Naval College é um edifício barroco que desempenha um papel fulcral no Maritime Greenwich,  e é Patrimônio Mundial em Greenwich, Londres, descrito pela Organização das Nações Unidas para a Educação, a Ciência e a Cultura ( UNESCO ) como sendo de "valor universal excecional" e considerado o "melhor e mais notável conjunto arquitetónico e paisagístico nas Ilhas Britânicas".  Anteriormente o local dum palácio real, o antigo colégio foi originalmente construído para servir como Hospital Greenwich da Marinha Real, projetado por Christopher Wren e construído entre 1696 e 1712. O hospital fechou em 1869 e, portanto, entre 1873 e 1998, os edifícios foram usados como um estabelecimento de treinamento para o Royal Naval College, Greenwich .  O local é agora gerido pela Fundação Greenwich para o Antigo Colégio Naval Real, criado em 1997 para conservar os edifícios e terrenos e convertê-los num destino cultural.

## Hospital de Greenwich
Em 1692, o Royal Hospital for Seamen em Greenwich foi criado no local seguindo as instruções de Maria II, que se inspirou ao ver marinheiros feridos que regressavam da Batalha de La Hogue. Os destaques arquitetónicos incluíram a capela e o Painted Hall, que foi pintado entre 1707 e 1726 por Sir James Thornhill.  O hospital foi encerrado em 1869 e os restos mortais de milhares de marinheiros e oficiais foram removidos do local do hospital em 1875 e reenviados para East Sussex. Greenwich Pleasaunce ou "Parque Pleasaunce".

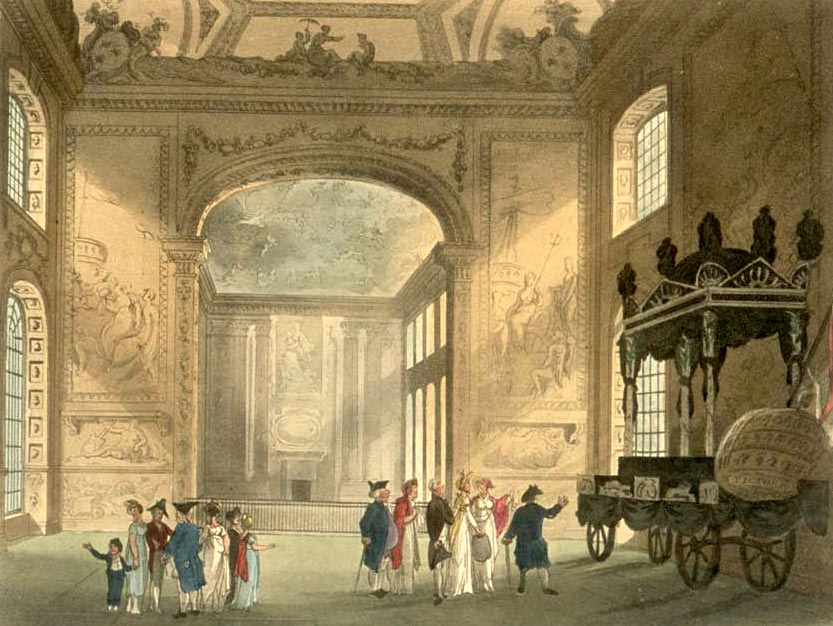
O Painted Hall do Greenwich Hospital, projectado por Augustus Pugin e Thomas Rowlandson

## Galeria

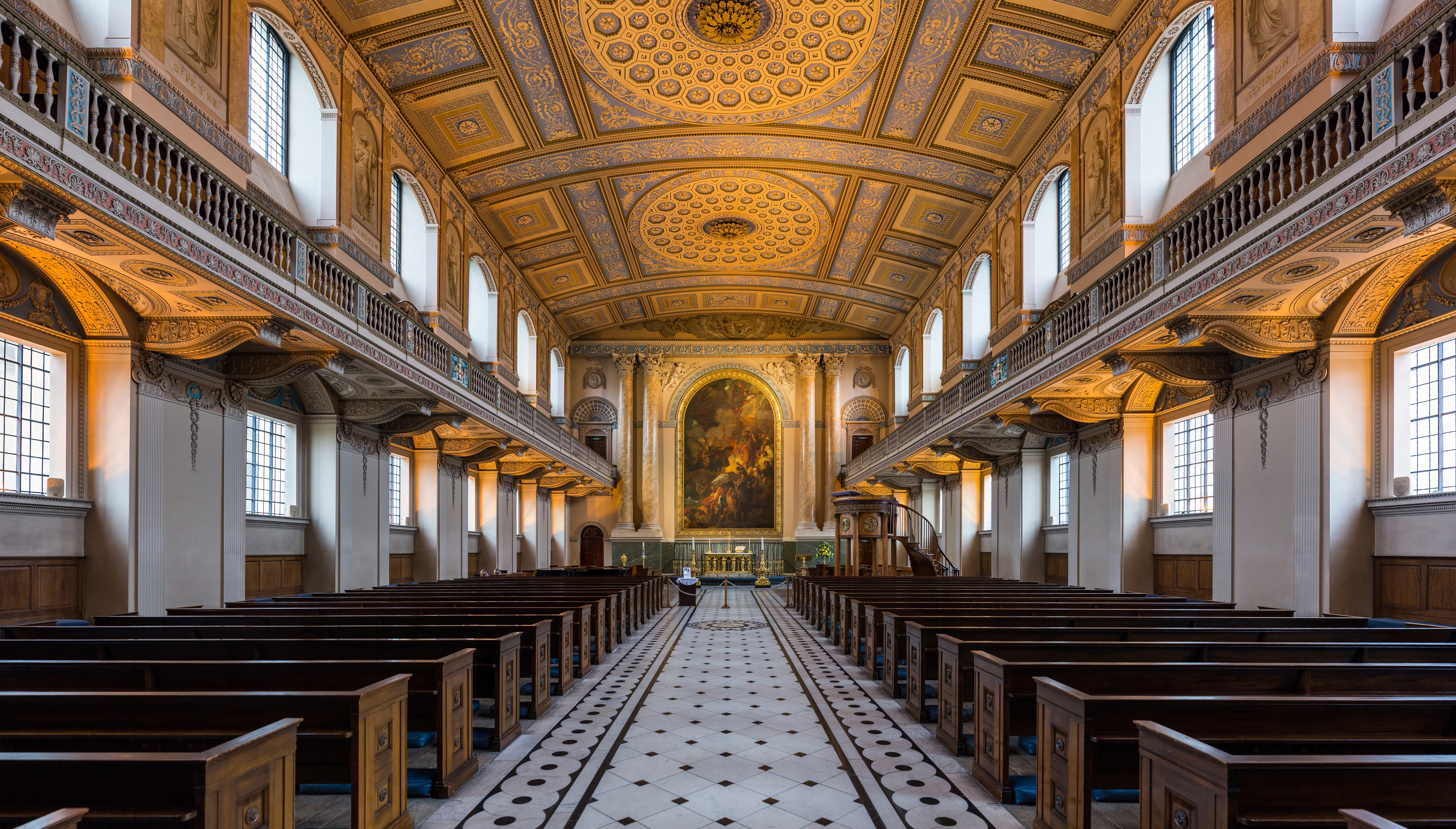
Capela
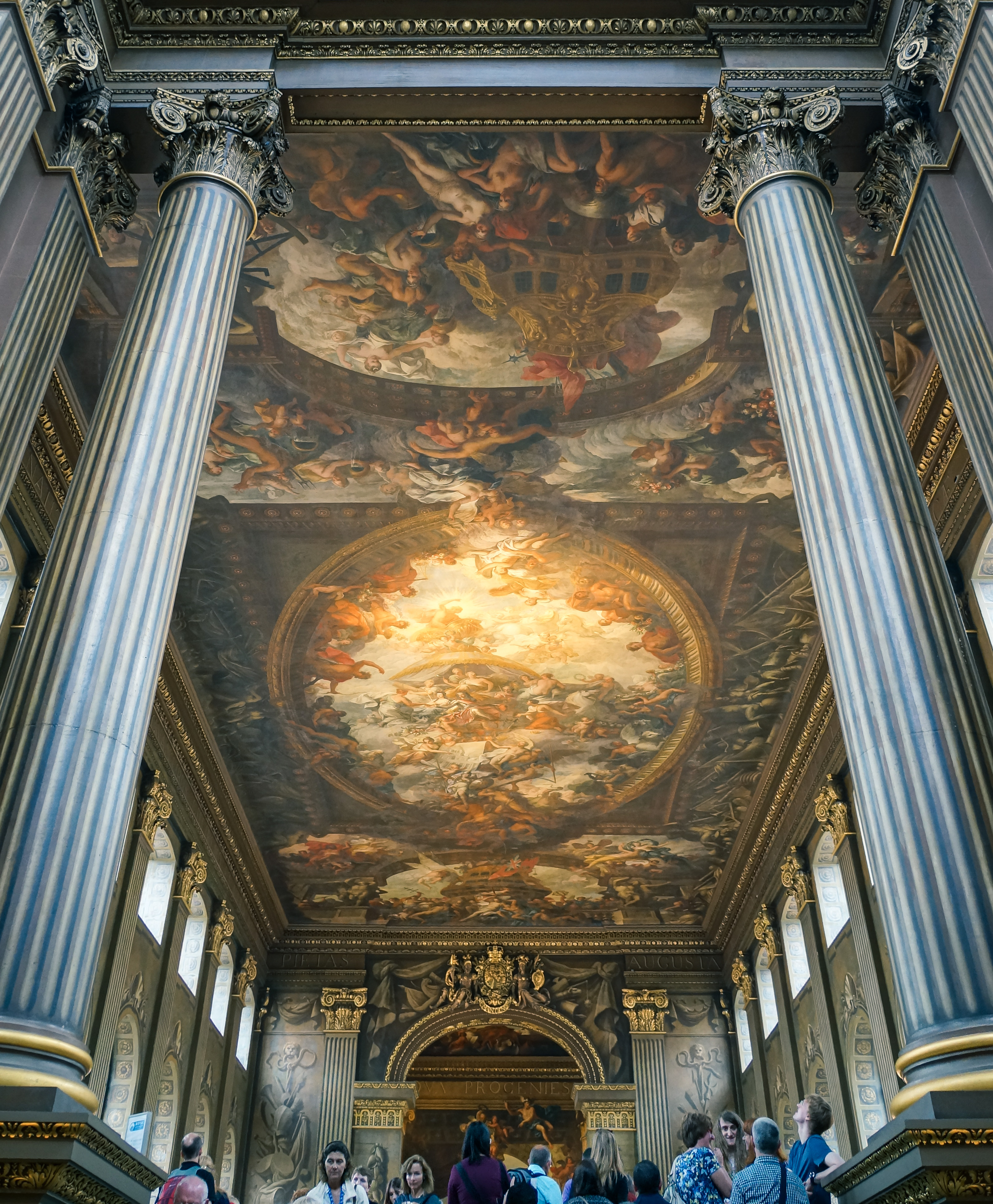
Salão Pintado a partir do seu vestíbulo
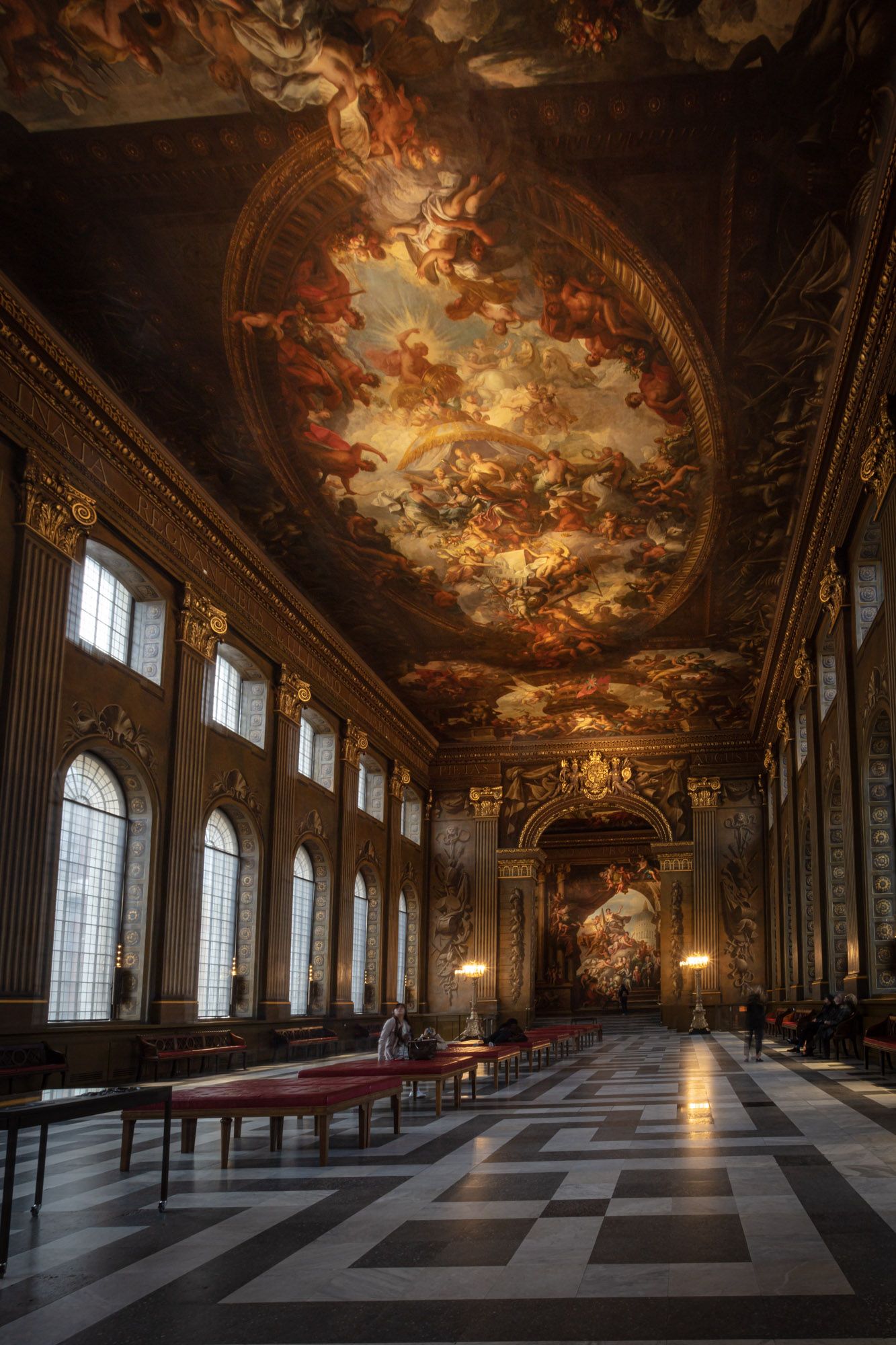
Vista do salão pintado
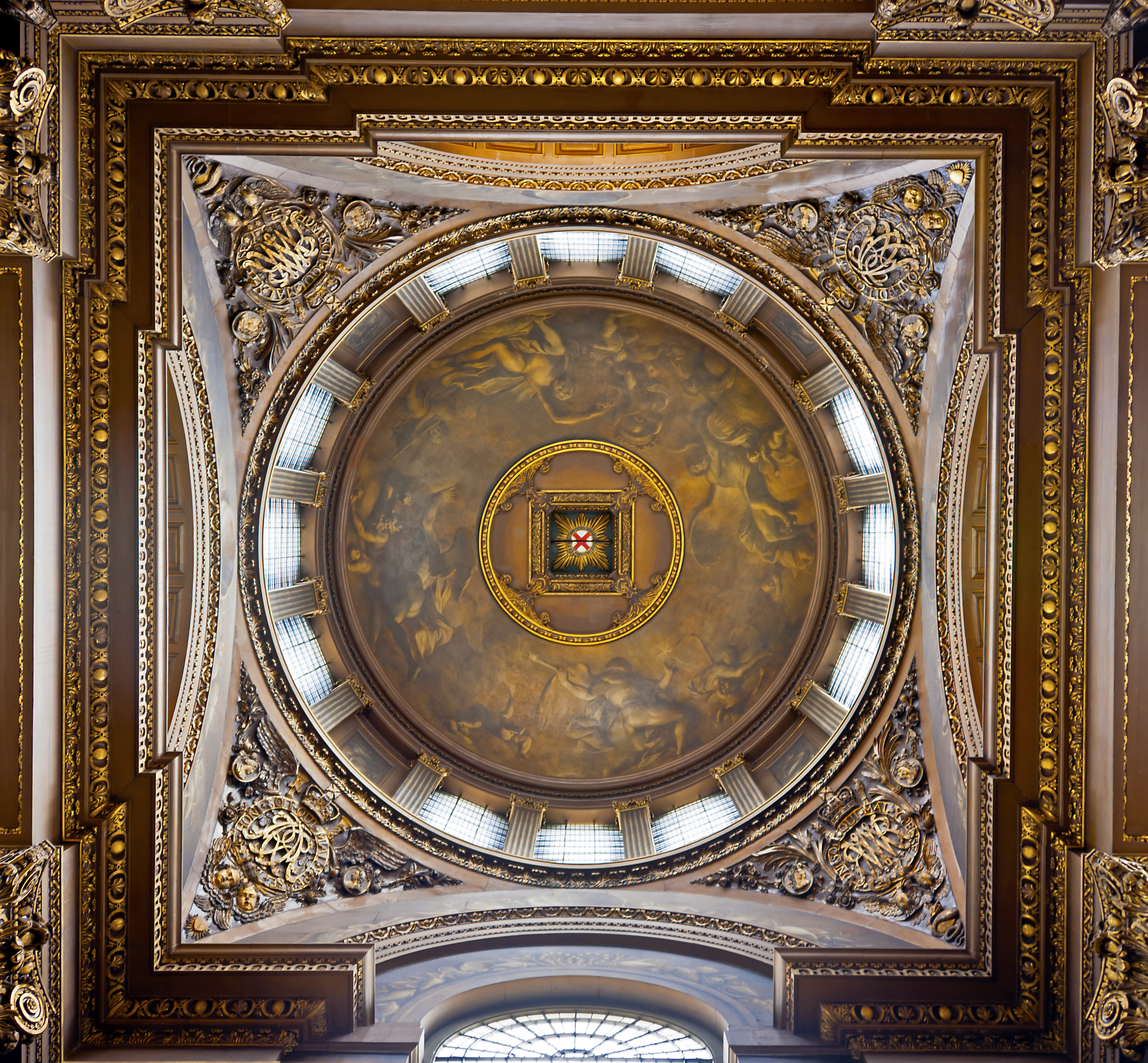
Teto do vestíbulo
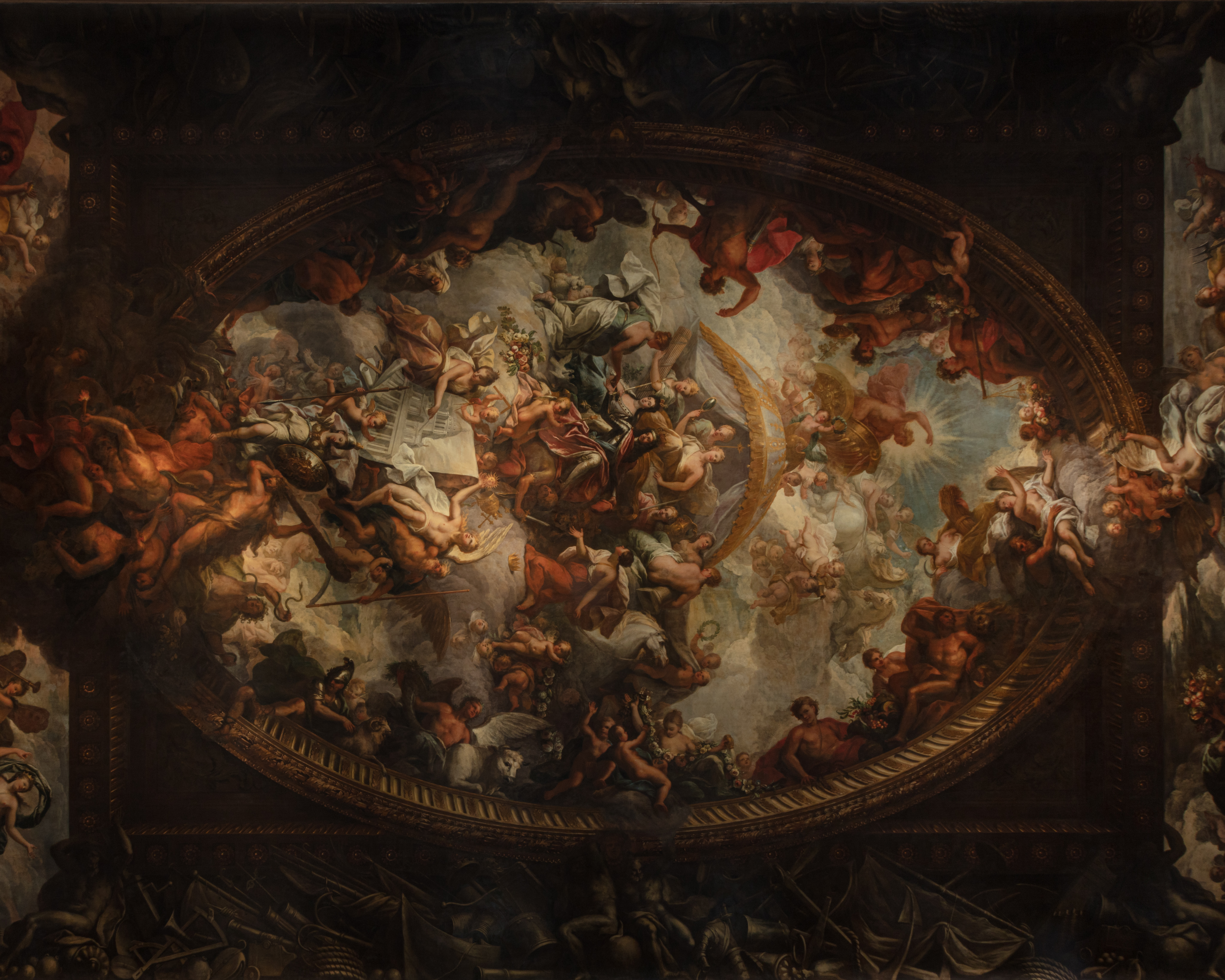
Vista detalhada do teto do salão inferior Obra de arte
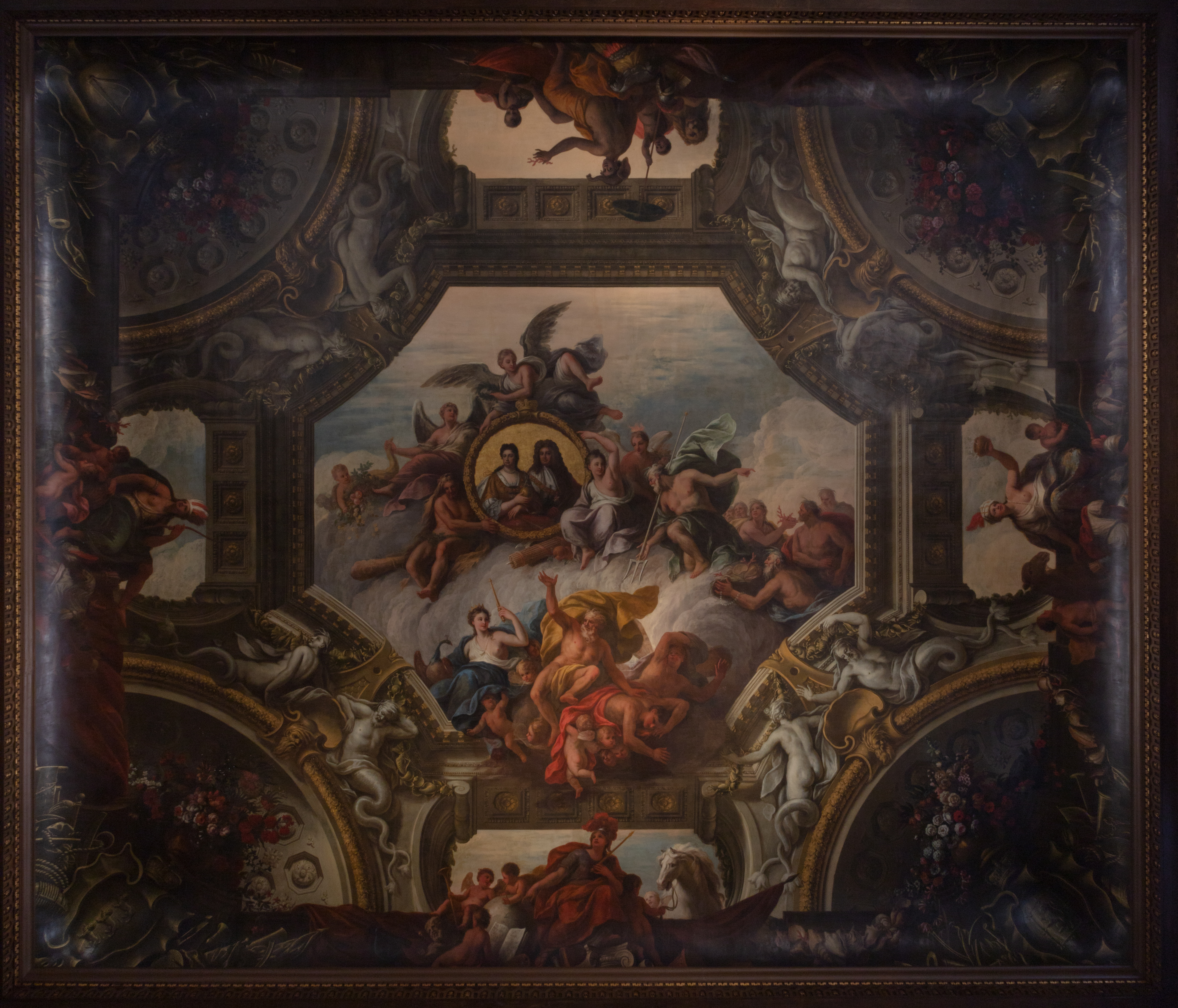
Detalhe da obra de arte do teto do salão superior
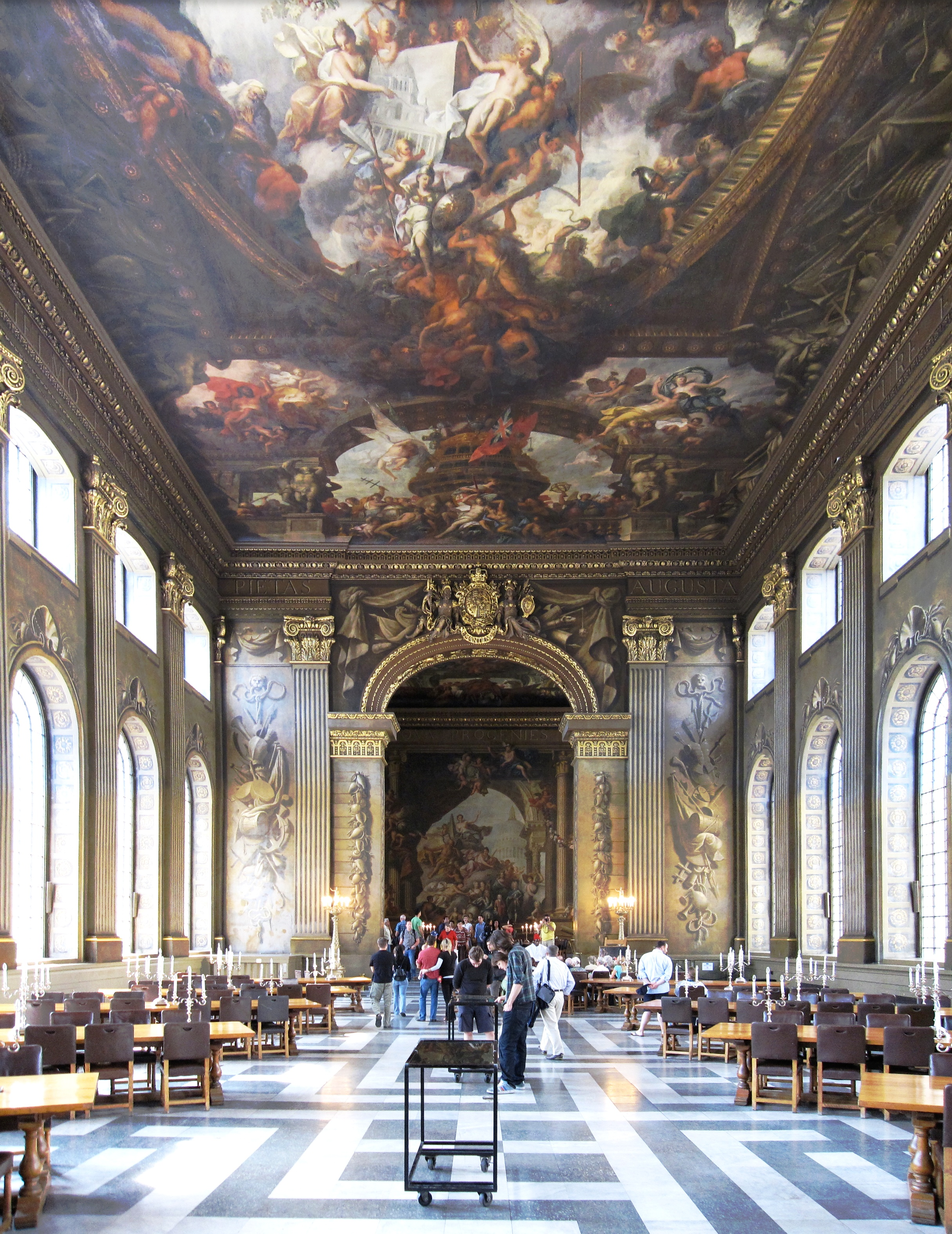
Corredor inferior